# Dudignac
Dudignac es una localidad argentina del centro de la provincia de Buenos Aires, perteneciente al partido de Nueve de Julio.
Se encuentra a 40 km al sur de la ciudad de Nueve de Julio. Se accede por la ruta provincial 65.

## Población
Cuenta con 2670 hab 2,670 habitantes (Indec, 2010)
| Gráfica de evolución demográfica de Dudignac entre 1991 y |
|                                                           |
| Fuente: Censos nacionales del INDEC                       |

## Historia
Corría el año 1872 cuando un joven llamado Exequiel Dudignac llega a estas tierras alistado en el Ejército Argentino en la lucha contra los indígenas. Había nacido en Buenos Aires, el 18 de enero de 1842, hijo de Don Ezequiel Dudignac (origen francés) y de Doña Andrea Erausquin (argentina).
Este joven de apenas 30 años, con mucho valor y coraje, llegó para quedarse y se afincó en la Estancia "La Avanzada" que se llamó así porque dentro de este campo, precisamente, se hallaba el último Fortín de avanzada del Ejército.
Pasaron varios años desde la llegada de don Ezequiel Dudignac, hasta el día 8 de junio de 1911, fecha en que se promulgó la ley por la cual se creaba un pueblo denominado "Dudignac". Dicha fundación tuvo origen en la construcción de la línea férrea que unía Puente Alsina con estación Carhué, del Ferrocarril Midland y cuya concesión le fuera otorgada al Señor Enrique Lavalle por el Gobierno de la provincia de Buenos Aires.
El primer remate de tierras correspondiente a este pueblo lo realizó el martillero público Nicolás Robbio en el Hotel Miranda de 9 de Julio, el día 24 de diciembre de 1911, habiéndose antes vendido algunos solares, entre los que mencionaremos los que ocuparon las cosas de los señores Antonio Aguirre y Francisco Rayneri cuyos negocios fueron los primeros establecidos.
Teniendo en cuenta la situación inmejorable y la excelente calidad de las tierras ofrecidas en venta, fueron muchas las personas que adquirieron solares y quintas aunque muy pocos se convirtieron en pobladores inmediatos.
Los planos aprobados por el gobierno de la provincia, para la creación del pueblo constaban con 84 manzanas para la planta urbana convenientemente dividida en lotes y 32 quintas.
La subdivisión correspondiente fue efectuada por el Agrimensorseñor Valerga y en ella tomó parte activa el señor Isidoro Losteau. Conforme a las leyes de colonización, el fisco se reservó las fracciones necesarias para la construcción de edificios públicos.
El cargo de delegado municipal lo tomó el señor Ezequiel Dudignac, hasta el día de su fallecimiento, ocurrido el 25 de abril de 1915, tenía 73 años, se había casado y tenía un hijo de igual nombre que era médico quién falleció a los 34 años de edad.
1913: En terreno donado por don Ezequiel Dudignac, se construyó el destacamento Policial siendo el 1.er. Oficial el señor Pedro Baldivares, y fue nombrado jefe de estación local de Ferrocarril Enrique Pestarini. Se establece el primer comercio de importancia "Casa Ruggiero" que actualmente sigue funcionando.
1914: Se instala la Escuela Primaria N.º 15 en un galpón de la estancia "La Avanzada" bajo la dirección del Sr. Arroyo.
1920: Se instituyó una oficina recaudadora de los gravámenes municipales, pues hasta la fecha la delegación solo tuvo significación simbólica, ejerciendo el cargo de delegado el Sr. Gabriel Saralegui y Secretario el Sr. Nadal Terragno. En este mismo año se inauguró el actual edificio de la Escuela N.º 15.
1924: Un núcleo de jóvenes vecinos funda el Club Atlético Social y Deportivo Dudignac, que en sus primeros tiempos se dedica casi exclusivamente al fútbol. Se construye el edificio de la iglesia de San José, en terreno donado por Don Ezequiel Dudignac y bendecido por monseñor Alberti, obispo de La Plata.
1928: Llega el teléfono a Dudignac con un conmutador para 100 líneas siendo el jefe de la oficina el Señor Nadal Terragno.
1933: Un grupo de vecinos encabezados por Don Blas Traverso, se reunieron para formar una comisión de fomento que quedó constituida el 6 de agosto de ese año.
1935: Se construyó el cementerio local con fondos de la Sociedad de Fomento, quien contó con una amplia cooperación de parte del vecindario.
1937: El padre Miguel Della Penna se hace cargo de la iglesia local, en la que anteriormente se celebraban misas con párrocos de 9 de Julio.
1938: Se habilita la oficina del Registro Civil, siendo su Primer Jefe el Escribano Alberto Thill.
1940: Se inaugura el actual edificio del Club Atlético Social Dudignac, posteriormente se le anexa la sala de cine.
1942: Comienzan a funcionar los talleres gráficos y a circular el periódico "El pueblo" del Sr. Carlos Soria.
1943: La Delegación municipal es elevada a la categoría del Sub-Intendencia. Su primer titular fue el Sr. Enrique García Alonso, quien ocupó dicho cargo 2 años más tarde. Se crea la Alcaldía de Paz mediante Ley provincial, siendo el primer alcalde el Sr. Francisco Azurmendi. Se instala el registro N.º 8 de Contratos Públicos y Comerciales.
1946: Los vecinos se reúnen para considerar la organización de una cooperativa eléctrica. Hasta el momento la Usina Eléctrica era propiedad del Sr. Fermín Iturriza.
1948: Se constituye la comisión definitiva de la Cooperativa Eléctrica y se aprueban sus estatutos. Más tarde por un decreto del Poder Ejecutivo Provincial se le acuerda Personería Jurídica.

## Religión

### Iglesia Católica
| Diócesis  | Nueve de Julio |
| --------- | -------------- |
| Parroquia | San José       |

### Iglesia Evangélica
- Iglesia Evangélica Pentecostal Misionera fundada el 24 de mayo de 1966 por Eusebio Gulles, actualmente administrada por el pastor Jorge O. Luciani. También es conocida por su segundo nombre Iglesia Encuentro con Dios Dudignac.

## Poblador destacado
- Ignacio Fernández, futbolista que se desempeña en River Plate.
- Carlos Montanari, médico ginecólogo y obstetra, especialista en fertilidad.
- Lucrecia Longarini, cantante de tango, folklore y música latinoamericana, ganadora de Oro en Folklore y Tango (Torneos Juveniles Bonaerenses).